# Station King's Nympton
King's Nympton (ook aangeduid als Kings Nympton) is een spoorwegstation van National Rail in Chulmleigh, North Devon in Engeland. Het station is eigendom van Network Rail en wordt beheerd door Great Western Railway. Het station is een request stop, waar treinen alleen stoppen op verzoek.